# لا يحوشك حبروك (مسلسل)
لا يحوشك حبروك هو مسلسل سعودي كوميدي، عُرض عام 1985، وشارك في بطولته عدد من نجوم الخليج والعالم العربي، من أبرزهم سعد خضر، مها المصري، وعبدالله السدحان.

## القصة
يتناول المسلسل قصة "حبروك"، رجل بسيط وفضولي يتدخل في كل الأمور دون معرفة حقيقية، ويدّعي الفهم في مختلف القضايا، ما يجعله يتسبب في مشاكل أكثر مما يحلّها. يُقدَّم العمل بطابع فكاهي ساخر، يعكس نمط الشخصية المتطفلة في المجتمع.

## طاقم التمثيل
- سعد خضر
- مها المصري
- فؤاد بخش
- محمد الكنهل
- محمد بخش
- عبدالله السدحان
- بشير الغنيم بدور شرشر
- عبدالإله السناني بدور دكتور صادق[2]
- خالد الرفاعي بدور مطلق
- يوسف الجراح[3]
- حمتو ساعاتي
- عبدالله الصايغ بدور شوبير
- حمدان شلبي
- سبيكة الحكم

## الإنتاج والعرض
صُوّر المسلسل في استوديوهات عجمان الخاصة.
عُرض المسلسل في عام 1985، ويُعد من الأعمال الكوميدية التي أثرت في الدراما السعودية خلال عقد الثمانينيات، حيث جمع نخبة من الفنانين في إطار اجتماعي ساخر.